# Peter Koning
Peter Koning (Venhuizen, 3 december 1990) is een Nederlands voormalig wielrenner die in 2020 reed voor EvoPro Racing.

## Carrière
In 2016 won Koning de derde etappe in de Ronde van San Luis. Hiermee zorgde hij voor zijn eerste profoverwinning en de eerste Nederlandse zege van het seizoen. Door zijn etappewinst nam hij de groene leiderstrui over van Fernando Gaviria, die zes seconden achter hem kwam te staan in het klassement. Een dag later raakte hij de leiding kwijt aan Eduardo Sepúlveda. In mei behaalde hij zijn tweede profoverwinning door de tweede etappe van de Ronde van Iran op zijn naam te schrijven, waardoor hij de leiderstrui overnam van Connor McCutcheon. Na de vierde etappe nam Mirsamad Poorseyedigolakhour, de latere eindwinnaar, de leiding over. In het eindklassement stond Koning op de vijfde plaats.

## Overwinningen
2007
 Nederlands kampioen tijdrijden, Junioren
2012
 Nederlands kampioen tijdrijden, Beloften
2014
1e etappe Ronde van Slowakije (ploegentijdrit)
1e etappe Ronde van Tsjechië (ploegentijdrit)
2016
3e etappe Ronde van San Luis
2e etappe Ronde van Iran
2019
3e etappe Ronde van Mersin
Eindklassement Ronde van Mersin

## Resultaten in voornaamste wedstrijden
| Jaar | Ronde van Italië | Ronde van Frankrijk | Ronde van Spanje |
| ---- | ---------------- | ------------------- | ---------------- |
| 2017 |                  |                     | 141e             |

## Ploegen
- 2012 –  Metec Continental Team
- 2013 –  Metec-TKH Continental Cyclingteam
- 2014 –  Metec-TKH Continental Cyclingteam
- 2015 –  Drapac Professional Cycling
- 2016 –  Drapac Professional Cycling
- 2017 –  Aqua Blue Sport
- 2018 –  Aqua Blue Sport
- 2019 –  Bike Aid (tot 31 mei)
- 2020 –  EvoPro Racing (vanaf 1 juni)
- 2021 –  EvoPro Racing

Brown · Clarke · Girdlestone · Hucker · Jones · Kerby · Kohler · Koning · Lapthorne · Meyer · Norris · Peterson · Phelan · Roe · Rudolph · Spokes · Sulzberger · Wippert · Canty (stagiair) · Evans (stagiair)
Brown · Canty · Clarke · Earle · Evans · Jones · Kerby · Koning · Lowndes · Mannion · Meyer · Mouris · Norris · Phelan · Roe · Scully · Spokes · Sulzberger
Blythe · Brammeier · Christian · Denifl · Dunne · Fenn · Gate · Hansen · Howard · Irvine · Koning · Kreder · Nordhaug · Pearson · Warbasse · Watson
Archbold · Blythe · Brammeier · Christian · Denifl · Dunbar · Dunne · Fenn · Gate · Hansen · Koning · Kreder · Pearson · Pedersen · Warbasse · Watson